# A'Lelia Bundles
A'Lelia Bundles (nascida em 7 de junho de 1952) é uma jornalista americana.

## Família e primeiros anos de vida
Bundles cresceu em Indianápolis em uma família de executivos de espírito cívico que pertencia à classe alta afro-americana. Ela recebeu o nome de sua bisavó (por adoção) A'Lelia Walker (1885–1931), uma figura central do Renascimento do Harlem e filha de Madam C. J. Walker, empreendedora do início do século XX, pioneira na indústria de tratamento capilar e filantropa. A mãe de Bundles, A'Lelia Mae Perry Bundles (1928–1976), foi vice-presidente dos negócios de sua família, a Madam C. J. Walker Manufacturing Company, e também atuou na política democrática local e estadual, além de servir como membro da Washington Conselho Escolar do Distrito. Seu pai, S. Henry Bundles, Jr. (1927–2019), foi o diretor executivo fundador e presidente de longa data do Center for Leadership Development. Em 1957, após uma breve passagem como gerente geral de vendas da Walker Company, ele se tornou presidente da Summit Laboratories (outro fabricante de produtos para cabelos afro), onde permaneceu até meados da década de 1970. Ele chefiou a Indianapolis Business Development Foundation, serviu como diretor do Indianapolis 500 Festival por muitos anos e esteve no comitê executivo do Indianapolis Convention and Visitors Bureau.
O interesse de Bundles em escrever começou no ensino fundamental. Em 1967, ela foi nomeada editora-chefe do Hi-Lights, jornal da Westlane Junior High School, que recebeu várias honras, incluindo prêmios de primeiro lugar da Columbia Scholastic Press Association, da Indiana High School Press Association e da Quill and Scroll. Em 1970, Bundles se formou na North Central High School nos cinco por cento mais altos de sua classe. Ela foi co-editora da Northern Lights, vice-presidente do conselho estudantil e presidente do Conselho de Relações Humanas, um grupo de estudantes negros, brancos e de câmbio. Em 1974, Bundles se formou no Harvard College. Ela foi introduzida no capítulo Alpha Iota de Harvard do Phi Beta Kappa. Bundles recebeu um mestrado na Columbia University Graduate School of Journalism em 1976.

## Carreira
Ex-produtora e executiva da ABC News, atuou como diretora de desenvolvimento de talentos em Washington, D.C. e Nova Iorque, além de ocupar o cargo de vice-chefe da agência em Washington, DC, como produtora do World News Tonight com Peter Jennings e como presidente de um conselho de diversidade nomeado para assessorar o presidente da ABC News, David Westin. Antes de ingressar na ABC News, ela foi produtora da NBC News nas agências de Nova Iorque, Houston e Atlanta para o Today Show e NBC Nightly News com Tom Brokaw. Ela também foi produtora em Washington, D.C., para dois dos programas de revistas da NBC co-ancorados por Connie Chung e Roger Mudd durante os anos 80.
Seu livro, On Her Own Ground: The Life and Times of Madam C. J. Walker (Scribner, 2001), foi nomeado um livro notável do New York Times em 2001 e recebeu a Associação dos Historiadores da Mulher Negra 2001 Prêmio Brown Letitia Woods para o melhor livro sobre a história das mulheres negras. On Her Own Ground foi escolhido em 2017 pela Zero Gravity Management para uma série de televisão estrelada pela vencedora do Oscar Octavia Spencer, que também é produtora do projeto.
Sua biografia para jovens adultos, Madam C. J. Walker: Entrepreneur (Chelsea House, 1991), recebeu um 1992 American Book Award da Before Columbus Foundation.
Ela é curadora da Universidade de Columbia e atuou como presidente e presidente do Conselho de Administração da Fundação Nacional de Arquivos de 2011 a 2017.
Ela é membro do conselho consultivo da Biblioteca Schlesinger no Radcliffe Institute for Advanced Study e ex-membro do comitê de indicação da Associação de Antigos Alunos de Harvard, do conselho do Harvard Club de Washington, D.C., do conselho de curadores do Radcliffe College e do conselho do National Women’s Hall of Fame. Ela foi presidente da Radcliffe College Alumnae Association de 1999 a 2001. Foi ex-vice-presidente da Columbia Alumni Association e presidiu o comitê consultivo de ex-alunos de 2006 da Columbia University Graduate School of Journalism para reestruturar a organização de ex-alunos da escola.
Como biógrafa de Madam C. J. Walker, ela mantém os Arquivos da Família de Madam Walker e compartilha o legado de Walker em discursos, artigos e vários projetos públicos. Ela é consultora e consultora histórica do Madam C. J. Walker Beauty Culture, uma linha de produtos para cabelos desenvolvida pela Sundial Brands.

## Lista de obras
- On Her Own Ground: The Life and Times of Madam C. J. Walker (Scribner, 2001)
- Madam C. J. Walker: Entrepreneur (Chelsea House, 1991; revised 2008)
- Madam Walker Theatre Center: An Indianapolis Treasure (Arcadia Publishing, 2013)
- Foreword to Selected Speeches of Barack Obama  (National Archives, 2017)
- All about Madam C. J. Walker (Cardinal Publishing, 2018)
- "The Armor We Still Need" (essay) in The Burden: African Americans and the Enduring Impact of Slavery (Wayne State University Press, 2018)
- "Madam C. J. Walker" and "A'Lelia Walker" entries in Henry Louis Gates and Evelyn Higginbotham's African American National Biography
- "Madam C. J. Walker" entry in Darlene Clark Hines's Black Women in America.

## Ligações Externas
- A'Lelia Bundles official author's website
- A'Lelia Bundles blog
- Madam Walker Family Archives
- Madam Walker at the National Archives no YouTube
- Library of Congress Resourceful Women Conference
- Columbia University Trustees
- Vídeos no C-SPAN